# Plesiozonus tenuis
Plesiozonus tenuis is een zee-egel uit de familie Paleopneustidae.
De wetenschappelijke naam van de soort werd in 1989 gepubliceerd door David & De Ridder.